# Acolea andreaeoides
Acolea andreaeoides là một loài rêu tản trong họ Gymnomitriaceae. Loài này được (H. Lindb.) Stephani miêu tả khoa học lần đầu tiên năm 1901.